# Miquel Anquíal
Miquel Anquíal (en llatí Anchialus, en grec antic Ἀγχίαλος) va ser patriarca de Constantinoble de l'any 1170 al 1177 i màxim opositor a la unió de les esglésies grega i romana.
Va ser també un eminent filòsof aristotèlic i va escriure cinc decrets sinodals, i un diàleg amb l'emperador Manuel I Comnè relatiu a les reclamacions del pontífex romà.